# Географический полюс

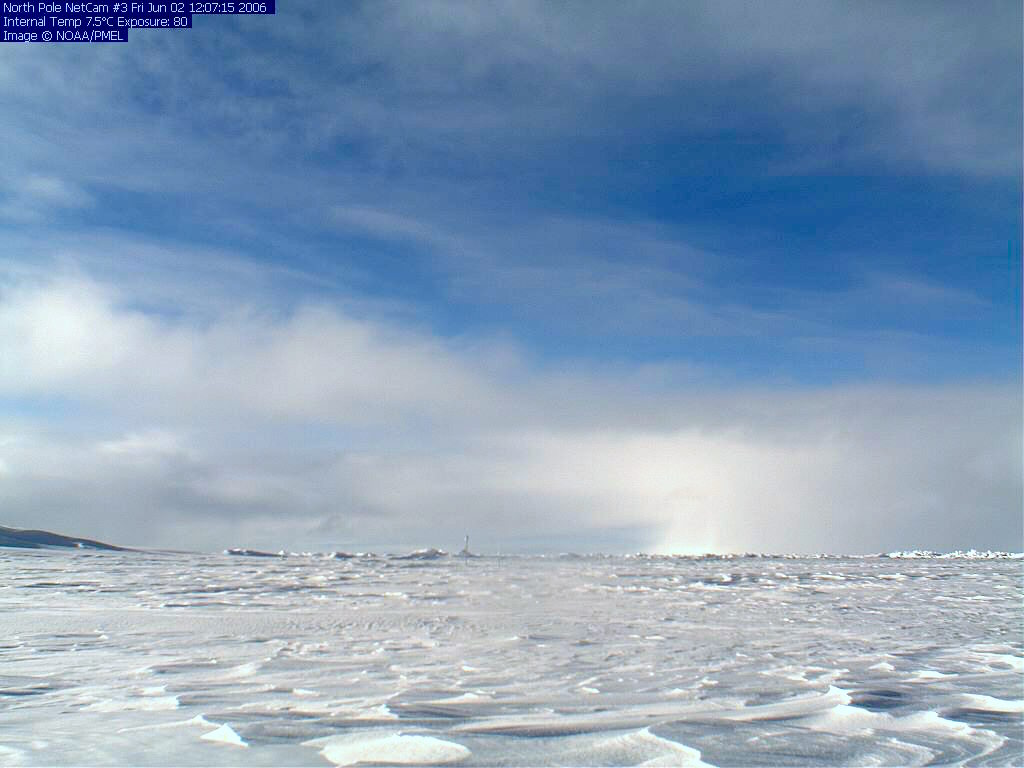
На Северном полюсе.

Географический полюс (арх. о́стие, о́стье, мифопоэтическ. «пуп») Земли — точка, в которой ось вращения Земли пересекается с её поверхностью. У земного шара имеется два географических полюса: Северный полюс — находится в Арктике (центральная часть Северного Ледовитого океана) и Южный полюс — находится в Антарктиде.
В географическом полюсе сходятся все меридианы, поэтому географический полюс не имеет долготы. Северный полюс имеет широту +90 градусов, а южный полюс имеет широту −90 градусов.
На географических полюсах отсутствуют стороны света. На полюсах нет ежесуточной смены дня и ночи, так как полюса не участвуют в суточном вращении Земли.
На географическом полюсе Земли угол подъёма Солнца не превышает 23,5°, из-за этого на полюсе очень низкая температура.
Положение географических полюсов условное, так как мгновенная ось вращения Земли перемещается. Из-за этого происходит движение географических полюсов на несколько метров в год.
Согласно словарю Даля, слово остие/остье является архаичным русским названием для точки пересечения поверхности тела и умозрительно «пронизывающей» его оси вращения. Значение «полюс шара, земли, точки, означаемые сквозною осью, остием  оси» произошло, таким образом, из первого значения слова остье — шип, заострённый конец — которым ось вращения Земли умозрительно «прокалывает» место своего пересечения с поверхностью тела («остриём оси»).